# Subcoccinella vigintiquatuorpunctata
Espèce
Subcoccinella vigintiquatuorpunctata, la coccinelle des légumineuses ou coccinelle à vingt-quatre points, est une espèce d'insectes coléoptères de la famille des Coccinellidae, originaire d'Eurasie.
C'est un insecte phytophage, les adultes comme les larves se nourrissent des feuilles de diverses plantes, en particulier les Fabaceae (luzerne, trèfle, vesce, lupin, pois, etc.), les Chenopodiaceae (betterave, chénopodes, épinard, etc.) et de nombreuses autres familles botaniques (Solanaceae, Malvaceae, Asteraceae, Caryophyllaceae, etc.).
La coccinelle à vingt-quatre points est considérée en Europe comme un ravageur des cultures de luzerne et des cultures florales.

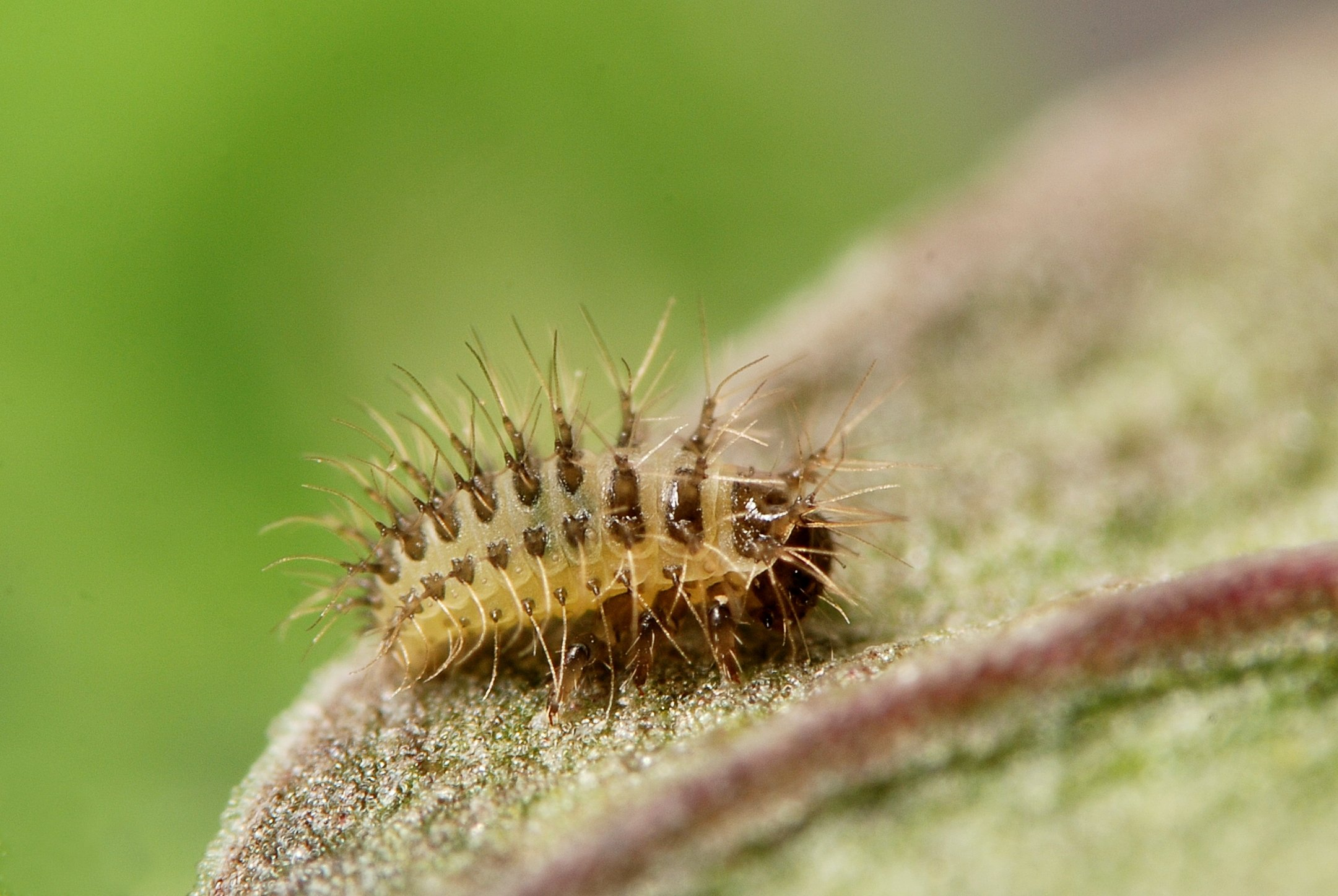
Larve

## Distribution
L'aire de répartition de Subcoccinella vigintiquatuorpunctata comprend l'Europe, l'Afrique du Nord, le Moyen-Orient et le nord de l'Asie ainsi que l'Amérique du Nord (États-Unis et Canada),.
Cette espèce indigène de l'Ancien monde a été découverte en Amérique du Nord pour la première fois en 1972 en Pennsylvanie sur des Caryophyllaceae, principalement sur Saponaria officinalis.